# Punk Rock Song
Punk Rock Song is een single van de Amerikaanse punkband Bad Religion. Het is het vijfde nummer van het negende studioalbum van de band, The Gray Race. Typerend is dat van het nummer pas een single is gemaakt na de uitgave van het album, omdat dit nummer toch erg populair bleek te zijn bij het publiek. Om dezelfde reden heeft de band het later opnieuw opgenomen en een Duitstalige versie van het nummer uitgegeven. Zowel de Engelstalige als de Duitstalige versie zijn echter nooit in de hitlijsten verschenen

## Albums
De Engelstalige versie is naast als vijfde op het album The Gray Race ook te vinden op het livealbum Tested en op het compilatiealbum Punk Rock Songs.
De Duitstalige versie is naast de bonustrack van het album The Gray Race ook te vinden op het compilatiealbum Punk Rock Songs.

## Samenstelling
- Greg Graffin - zang
- Brian Baker - gitaar
- Greg Hetson - gitaar
- Jay Bentley - basgitaar
- Bobby Schayer - drums

(Noot: Dit is de oorspronkelijke samenstelling. Voor latere optredens zijn verschillende personen vervangen.)